# Retículo de subgrupos

El retículo de subgrupos del grupo diedral Dih_{4}, representado como grupos de rotaciones y reflexiones de una figura plana. El retículo es representado como un diagrama de Hasse.

En matemáticas, el retículo de subgrupos de un grupo {\displaystyle G} es aquel retículo cuyos elementos son subgrupos de {\displaystyle G}, y la relación de orden parcial pertenece a un subconjunto.
En este retículo, la unión de dos subgrupos es el subconjunto generado por su conexión, y su punto de encuentro es la intersección.
La información teórica de retículos acerca del retículo de subgrupos algunas veces puede ser usada para deducir información acerca del grupo original, una idea que se remonta al trabajo de Øystein Ore (1937, 1938). Por ejemplo, como lo demostró Ore, un grupo es localmente cíclico si y solo si su retículo de subgrupos es distributivo. Las caracterizaciones de retículo teórico de este tipo también existen para grupos resolubles y grupos perfectos (Suzuki 1951).

## Ejemplo
El grupo diedral Dih4 tiene 10 subgrupos, contándose a sí mismo y al grupo trivial. Cinco de los ocho elementos de grupo generan subgrupos de orden dos, y otros dos generan el mismo grupo cíclico C4. Por otra parte, hay dos grupos de tipo C2×C2, generados por pares de elementos de orden dos. El retículo formado por estos diez grupos son mostrados en la ilustración.
Este ejemplo también muestra que el retículo de todos los subgrupos de un grupo no es un retículo modular en general. En realidad este retículo en particular contiene el "pentágono" prohibido N5 con un subretículo.

## Características de los retículos
Subgrupos con ciertas propiedades forman retículos, pero con otras propiedades no.
- Subgrupos normales nilpotente forman un retículo, que es (parte de) el contenido del teorema de Fitting.
- En general, para cualquier clase de Fitting F, ambos el F-subgrupo subnormal y el F-subgrupo normal forman retículos. Esto incluye lo anterior con F de la clase de los grupos nilpotentes, así como otros ejemplos tal como  F de la clase de los grupos resolubles. Una clase de grupos es llamada clase Fitting si está cerrada bajo isomorfismo, subgrupos subnormales, y otros productos de subgrupos subnormales.
- Subgrupos centrales  forman un retículo.

Sin embargo, ninguno de los subgrupos finitos ni los subgrupos de torsión forman un retículo: por ejemplo, el producto libre de grupos {\displaystyle \mathbf {Z} /2\mathbf {Z} *\mathbf {Z} /2\mathbf {Z} } es generado por dos elementos de torsión, pero es finito y contiene elementos de orden finito.